# 드릴 (동물)
드릴 또는 드릴원숭이(Mandrillus leucophaeus)는 긴꼬리원숭이과에 속하는 영장류이다. 개코원숭이와 근연 관계가 있으며, 특히 맨드릴과 매우 가까운 종이다. 맨드릴과 겉모습이 비슷하지만 얼굴색은 화려하지 않다. 카메룬과 나이지리아, 사나가강 북부 지역, 비오코섬 해안, 적도기니 일부 지역에서만 발견된다. 멸종 위험에 처해 있는 아프리카 영장류의 하나이다.

## 아종
드릴은 2종의 아종이 있다:
- 본토드릴 (Mandrillus leucophaeus leucophaeus)
- 비오코섬드릴 (Mandrillus leucophaeus poensis)